# Amtsgericht Liebstadt
Das Amtsgericht Liebstadt war ein preußisches Amtsgericht mit Sitz in Liebstadt, Ostpreußen.

## Geschichte
Das königlich preußische Amtsgericht Liebstadt wurde mit Wirkung zum 1. Oktober 1879 als eines von zehn Amtsgerichten im Bezirk des Landgerichtes Braunsberg im Bezirk des Oberlandesgerichtes Königsberg gebildet. Der Sitz des Gerichtes war Liebstadt. Aufgehoben wurde die Gerichtskommission Liebstadt beim Kreisgericht Mohrungen. Sein Gerichtsbezirk umfasste aus dem Kreis Mohrungen den Stadtbezirk Liebstadt und die Amtsbezirke Herzogswalde, Rosenau, Stellen und Waltersdorf sowie aus dem Gutsbezirk Reichertswalde die Vorwerke Gudnik, Froßgillgehnen, Hartwichm Sorrehnen und Stobnitt. Dazu kamen aus dem Kreis Preußisch Holland die Amtsbezirke Döbern, Podangen, Reichwalde, Schwöllmen, Spanden, und Schmauch (ohne den Gemeindebezirk Bordehnen). Am Gericht bestand 1888 eine Richterstelle. Das Amtsgericht war damit ein kleines Amtsgericht im Landgerichtsbezirk.
Im Jahre 1945 wurden der Amtsgerichtsbezirk unter polnische Verwaltung gestellt und die deutschen Einwohner vertrieben. Damit endete auch die Geschichte des Amtsgerichtes Liebstadt.